# Сарентино
Сарентино (итал. Sarentino) је насеље у Италији у округу Болцано, региону Трентино-Јужни Тирол.
Према процени из 2011. у насељу је живело 2299 становника. Насеље се налази на надморској висини од 978 м.

## Становништво
Према резултатима пописа становништва 2011. у општини је живело 6.890 становника.
| 1931. | 1936. | 1951. | 1961. | 1971. | 1981. | 1991. | 2001. | 2011. |
| ----- | ----- | ----- | ----- | ----- | ----- | ----- | ----- | ----- |
| 4.355 | 4.515 | 5.292 | 5.656 | 5.865 | 6.023 | 6.324 | 6.620 | 6.890 |

## Партнерски градови
- Шмелц